# Notiohyphantes meridionalis
Notiohyphantes meridionalis là một loài nhện trong họ Linyphiidae.
Loài này thuộc chi Notiohyphantes. Notiohyphantes meridionalis được Albert Tullgren miêu tả năm 1901.